# Vogue (Madonna)
Vogue è una canzone della cantautrice statunitense Madonna. È il primo singolo estratto dall'album I'm Breathless ed è scritta e prodotta da Madonna e Shep Pettibone.
Il singolo della canzone, lanciato nell'aprile del 1990, vende più di 6 milioni di copie. Con Vogue Madonna porta in auge un ballo che diventa un vero e proprio fenomeno di costume, il vogueing. Questo ballo era allora molto diffuso nei locali gay degli Stati Uniti, e consiste nell'imitare le pose plastiche delle modelle e dei modelli che appaiono sul noto magazine americano Vogue.
Nel 2006 Vogue, insieme a Jump, fa parte della colonna sonora del film Il diavolo veste Prada, interpretato da Meryl Streep. La canzone, nella sua versione remix dell'album The Immaculate Collection, è inclusa nella terza raccolta dei più grandi successi della cantante, Celebration.

## Descrizione
Vogue era stata concepita come una semplice b-side del singolo Keep It Together. Solo successivamente, sotto la spinta della casa discografica, la canzone è stata inclusa all'ultimo momento in I'm Breathless, l'album che contiene canzoni tratte o comunque ispirate al film Dick Tracy (Vogue non ha però alcun legame con il film).
Il brano, con le sue sonorità dance tipiche dei primi anni novanta, oltre ad esortare all'evasione dalla monotonia della vita quotidiana verso la musica e la pista da ballo, contiene anche una sorta di rap di Madonna (il primo in una sua canzone) in cui la cantante celebra alcuni miti di Hollywood (tra cui Greta Garbo, Katharine Hepburn, Lauren Bacall, Marlene Dietrich, Marilyn Monroe, Ginger Rogers, Grace Kelly, Fred Astaire, Marlon Brando, Bette Davis e James Dean). I corni presenti nella base sono un sample proveniente da Ooh, I Love It (Love Break), brano della Salsoul Orchestra del 1983.

## Video musicale
Il video musicale del brano, diretto da David Fincher, è considerato uno dei migliori di Madonna. Fu eletto ventottesimo miglior video di tutti i tempi dalla rivista Rolling Stone. Fu la terza volta che David Fincher e Madonna collaborarono (avevano già girato insieme i video per Express Yourself e Oh Father).
Girato in bianco e nero, richiama il look dei film anni trenta, anche grazie ai capolavori dell'artista Art déco Tamara de Lempicka. Molte scene sono rifacimenti dei set fotografici di Horst P. Horst, dandogli i crediti e i riconoscimenti. I primissimi piani si rifanno ai ritratti di Marlene Dietrich. Nel video compaiono i ballerini che parteciparono al Blond Ambition Tour e nel documentario A letto con Madonna. Le coriste del video sono Niki Harris e Donna DeLory, che compaiono con Madonna in molte occasioni, tra cui tour, video, live.

## Esecuzioni dal vivo
Agli MTV Video Music Awards del 1990 Madonna si esibì insieme ai suoi ballerini indossando costumi dell'epoca della Francia del XVIII secolo, con la cantante che rivestiva il ruolo della regina Maria Antonietta. Sempre nello stesso anno, Madonna inserì il brano nella scaletta del "Blond Ambition Tour". Nel 1993 Vogue venne eseguita in chiave mediorientale all'interno del The Girlie Show. Nel 2004 la performance di Vogue ha aperto il Re-Invention Tour (anche in quell'occasione era presente il già citato tema settecentesco). Da un mash-up con 4 Minutes, sempre di Madonna, è nata una nuova versione del brano, denominata Vogue 2008 e inserita nello Sticky & Sweet Tour. Infine, la canzone è stata inserita anche nell'MDNA Tour del 2012, nella versione remixata proposta anche all'halftime show del Super Bowl XLVI dove Madonna accede nell'arena dello stadio come una novella Cleopatra su un carro trainato da decine di gladiatori.
Vogue nel Rebel Heart Tour viene rievocata attraverso alcuni versetti nella traccia Holy Water, contenuta nell'omonimo album; la performance prevedeva suore lap-dancer e sullo sfondo il quadro Ultima cena di Leonardo da Vinci.

## Classifiche
| Classifica (1990)         | Posizione massima |
| ------------------------- | ----------------- |
| Australia                 | 1                 |
| Austria                   | 7                 |
| Belgio (Fiandre)          | 2                 |
| Canada                    | 1                 |
| Finlandia                 | 1                 |
| Francia                   | 9                 |
| Germania                  | 4                 |
| Giappone                  | 1                 |
| Irlanda                   | 2                 |
| Italia                    | 1                 |
| Norvegia                  | 1                 |
| Nuova Zelanda             | 1                 |
| Paesi Bassi               | 2                 |
| Polonia                   | 1                 |
| Regno Unito               | 1                 |
| Spagna                    | 1                 |
| Stati Uniti               | 1                 |
| Stati Uniti (dance club)  | 1                 |
| Stati Uniti (R&B/hip-hop) | 16                |
| Svezia                    | 1                 |
| Svizzera                  | 2                 |

### Classifiche di fine anno
| Classifica (1990) | Posizione |
| ----------------- | --------- |
| Australia         | 3         |
| Belgio            | 17        |
| Canada            | 4         |
| Europa            | 2         |
| Italia            | 5         |
| Regno Unito       | 8         |
| Stati Uniti       | 5         |
| Svizzera          | 12        |

### Classifiche di fine decennio
| Classifica (1990-1999) | Posizione |
| ---------------------- | --------- |
| Stati Uniti            | 93        |